# Deutsche Gewerbeschau München
Die Deutsche Gewerbeschau München fand vom 13. Mai 1922 bis zum 8. Oktober 1922 statt und sollte vier Jahre nach dem Ende des Ersten Weltkriegs die Leistungsfähigkeit und Qualität des deutschen Handwerks und der deutschen Industrie zeigen.

## Zielsetzung
Im Jahr 1912 fand in München bereits die Bayerische Gewerbeschau statt, allerdings mit dem Schwerpunkt, die kulturelle Größe Bayerns und Deutschlands zu zeigen. 1922 sollte die Ausstellung beweisen, dass in Deutschland umfangreiche industrielle, handwerkliche und künstlerische Arbeit geleistet wird, die höheren und höchsten Ansprüche zu genügen vermag (Amtlicher Ausstellungsführer). Als bewusstes politisches Statement war auch die Einbeziehung Österreichs in die Deutsche Gewerbeschau zu verstehen.

## Planung
Auf Betreiben des Münchner Bundes e. V. wurde 1919 in München eine Initiative, zur Veranstaltung einer Deutschen Gewerbeschau im Ausstellungspark auf der Theresienhöhe gegründet. Die Stadt München und verschiedene deutsche Organisationen gründeten am 21. Januar 1921 den Verein zur Abhaltung der Deutschen Gewerbeschau in München, Präsident der Gewerbeschau wurde Jakob Julius Scharvogel.

## Ausstellung
Die Deutschen Gewerbeschau präsentierte sich als geschmackserzieherische Qualitätsschau. Zugelassen wurden „deutsche Arbeiten des Handwerks und der Industrie, an denen Formensinn und Gestaltungskraft gut zur Geltung kommen“. Das Ausstellungsspektrum umfasste möglichst viele Bereiche aus Industrie und Gewerbe (Autos, Goldschmiedearbeiten, Öfen, Holzschnitzereien, Ledermöbel, Sportartikel u. v. m.). Die Ausstellung wurde nach Rohstoffgruppen sortiert (Stein, Holz, Metall usw.). Richard Riemerschmid war für die künstlerische und bauliche Ausgestaltung verantwortlich.
ausgewählte Exponate
- Der Österreichische Edelraum von Oskar Strnad und den Wiener Werkstätten
- Der Majolika-Tempel von Josef Wackerle
- Die Dombauhütte von Peter Behrens
- Das Bremer Landhaus von Heinz Stoffregen
- Der Lübecker Kruzifixus von Ludwig Gies. Die expressionistische Skulptur stieß beim Publikum auf großen Widerspruch und wurde dann entfernt. Die Nationalsozialisten eröffneten damit 1937 die Ausstellung Entartete Kunst

## Öffentlichkeitsarbeit

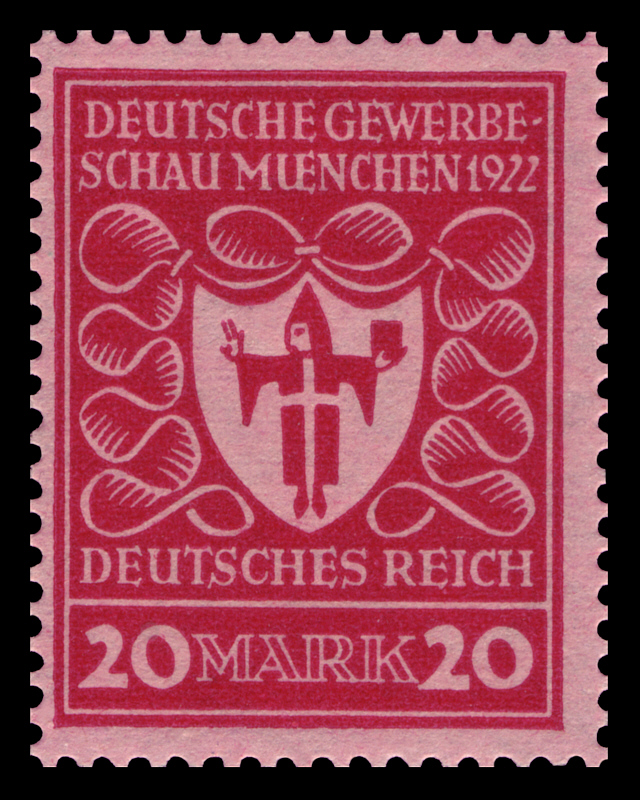
Briefmarke zur Gewerbeschau (1922) mit dem Stadtwappen von München

Das Logo der Ausstellung waren die 3 Köpfe, ein von Max Eschle entworfenes, leicht expressionistisches Plakat mit drei hintereinander gestaffelten und nach links gewandten kantigen, roten Köpfen. Dieses Motiv wurde zum Beispiel auf Bahnplakaten und als Siegelmarke für Zündholzschachteln verwendet. Auch als Briefmarke der Deutschen Reichspost fand das Bild Verwendung. Die Münchner Zigarettenfabrik Zuban produzierte extra eine Zigarettenmarke „Deutsche Gewerbeschau“ mit dem Motiv.

## Ergebnis
Die Veranstalter regten bereits im Vorfeld die Durchführung von Großereignissen im Großraum München an, um Publikum für die Gewerbeschau anzulocken. So wurden zum Beispiel die 1920 abgesagten Oberammergauer Passionsspiele im Jahr 1922 durchgeführt. Während der knapp sechs Monate dauernden Ausstellung wurde diese von mehr als drei Millionen Besuchern besichtigt, die Schlussabrechnung ergab ein Plus von über 12 Millionen Mark.